# Jørgen Christian Jensen
 For alternative betydninger, se Jørgen Jensen. (Se også artikler, som begynder med Jørgen Jensen)
Jørgen Christian Jensen (født 15. januar 1891 i Løgstør, død 31. maj 1922 i Adelaide i Australien) var en danskfødt australsk soldat, der udmærkede sig i 1. verdenskrig.

## Liv og karriere
Jørgen Christian Jensen blev født den 15. januar 1891 som uægte: Hans mor, Christiane Jensen, var 27 år og ugift. Som far blev udlagt gårdejer og uldhandler Jens Christian Jensen fra Hobro.
Jensen emigrerede til Australien i 1909 og blev australsk statsborger i 1914. Som frivillig meldte han sig til den australske hær og gjorde tjeneste 1915-18 ved 50th Battalion of the Australian Imperial Force, hvor han i 1917 blev dekoreret med Victoria Cross for tapperhed.

### Baggrund for tildelingen af Victoria Cross
| Citat                            | Den 2. april 1917 ved Noreuil, Frankrig. Menig Jensen angreb sammen med fem kammerater en barrikade, bag hvilken 45 fjendtlige soldater med et maskingevær havde forskanset sig. En af kammeraterne skød maskingeværskytten, medens menig Jensen stormede barrikaden og smed en håndgranat. Derefter, med en håndgranat i hver hånd, truede menig Jensen resten af de fjendtlige soldater til at overgive sig. Han sendte en af sine fanger til en anden fjendtlig gruppe, med ordre til at de også skulle overgive sig, hvilket de gjorde. Men så begyndte hans egne at beskyde gruppen, som havde overgivet sig, hvorefter menig Jensen, trods faren sprang op på barrikaden svingende sin hjelm, hvorefter beskydningen stoppede. Han sendte herefter sine fanger tilbage til egne linier. | Citat |
| Officiel begrundelse (forkortet) | |       |

Han døde alkoholiseret i Australien og blev begravet med militær honnør.